# Reino Unido en los Juegos Olímpicos de Chamonix 1924
El Reino Unido estuvo representado en los Juegos Olímpicos de Chamonix 1924 por un total de 44 deportistas que compitieron en 6 deportes.  

## Medallistas
El equipo olímpico británico obtuvo las siguientes medallas:
| Nombre                                                       | Deporte            | Competición  |
| ------------------------------------------------------------ | ------------------ | ------------ |
| Oro                                                          |                    |              |
| William Jackson Thomas Murray Robin Welsh Laurence Jackson   | Curling            | Equipo M     |
| Plata                                                        |                    |              |
| Ralph Broome Thomas Arnold Alexander Richardson Rodney Soher | Bobsleigh          | Cuádruple M  |
| Bronce                                                       |                    |              |
| Equipo                                                       | Hockey sobre hielo | Torneo M     |
| Ethel Muckelt                                                | Patinaje artístico | Individual F |